# 成朝
成朝（せいちょう、生没年未詳）は、平安時代末から鎌倉時代初期頃に活躍した仏師。康助の孫で康朝の子。定朝の血を引く奈良仏師の正系。

## 経歴
1181年（治承5年）6月、焼失した興福寺諸仏を京都仏師である円派の明円や院派の院尊とともに再興し、成朝は食堂の造仏を担当した。1185年（文治元年）、源頼朝の招きに応じて関東に下り、頼朝発願の勝長寿院阿弥陀如来像、永福寺丈六阿弥陀如来像などを制作する。この出来事は、後の運慶等と鎌倉幕府の関係を考える上で重要で、諸書でしばしば紹介される。頼朝が数いる仏師の中からなぜ成朝を選んだかについては諸説あるが、頼朝の正系・傍系の差や一門内の嫡庶の別の明確化を企図する政治姿勢から、成朝が定朝嫡流の仏師だったからと考えられる。そして、北条時政ら御家人たちが運慶を採用したのも、成朝と同門ではあるが傍系の康慶一門のうち、更に無位の成朝を用いた頼朝に配慮し、当時奈良仏師内で唯一僧綱位を得ていた康慶は避け、その跡取の運慶に落ちいたと推測できる。成朝が東国を下っている間に大仏師の地位を巡る紛争があり、これを知った頼朝が1186年（文治2年）成朝を擁護する書状を京都に出していることが『吾妻鏡』に記されており（文治2年3月2日条）、少なくてもこの頼朝の依頼を完成させた後もしばらくは東国にいたと推定される。
1189年（文治5年）、興福寺西金堂で造仏。1194年（建久5年）9月、興福寺中金堂弥勒像造仏により法橋位に叙せられた。成朝没後すると奈良仏師の正系途絶え、奈良仏師の流れは傍系の康慶、運慶等の慶派に受け継がれていった。

## 現存作品
- 釈迦如来像（興福寺）
- 木造金剛力士立像（放光寺）[2]